# تشارلز غارلاند
تشارلز غارلاند (بالإنجليزية: Charles Samuel Garland)‏ هو سياسي بريطاني (وحمل سابقاً جنسية المملكة المتحدة لبريطانيا العظمى وأيرلندا)، ولد في 23 يونيو 1887، وتوفي في 6 ديسمبر 1960. حزبياً، نشط في حزب المحافظين. وقد في الانتخابات العامة في المملكة المتحدة 1922 ‏، انتخب عضو برلمان المملكة المتحدة الـ32 عن دائرة Islington South (UK Parliament constituency) ‏ (15 نوفمبر 1922 – 16 نوفمبر 1923).